# Acrilato

Estructura del ion acrilato

El ion acrilato (CH2=CHCOO−) es el ion del ácido acrílico.
Los acrilatos son las sales y ésteres del ácido acrílico. Son conocidas también como propenoatos (ya que el ácido acrílico también se llama ácido 2-propenoico).
Los acrilatos contienen grupos vinilo, que consisten en dos átomos de carbono unidos por un doble enlace el uno al otro, y tienen directamente unido a dicho grupo vinilo un carbonilo.
Los acrilatos y metacrilatos (las sales y ésteres del ácido metacrílico) son monómeros comunes en polímeros plásticos, y forman polímeros acrílicos. Estos forman fácilmente polímeros debido a que su doble enlace es muy reactivo.